# Bear Lake (Michigan)
Bear Lake é uma vila localizada no estado americano de Michigan, no Condado de Manistee.

## Demografia
Segundo o censo americano de 2000, a sua população era de 318 habitantes. 
Em 2006, foi estimada uma população de 328, um aumento de 10 (3.1%).

## Geografia
De acordo com o United States Census Bureau tem uma área de 
0,8 km², dos quais 0,8 km² cobertos por terra e 0,0 km² cobertos por água. Bear Lake localiza-se a aproximadamente 181 m acima do nível do mar.

## Localidades na vizinhança
O diagrama seguinte representa as localidades num raio de 24 km ao redor de Bear Lake. 